# هندراوان
هندراوان (انگلیسی: Hendrawan؛ زادهٔ ۲۷ ژوئن ۱۹۷۲) بدمینتون‌باز اهل اندونزی است.